# BLAST!
「BLAST!」（ブラスト）は、2017年8月2日に発売された、ももいろクローバーZの17枚目のシングル。5人体制で最後のCDシングル。

## 収録曲解説
「スポーツ」をテーマにブラックミュージック系の曲が並んだ、コンセプチュアルなシングル。
アスリートが試合に出場するまでを、時系列で追った楽曲の並びが特徴。2曲目にはインタールード（間奏曲）が設けられ、3曲目に表題曲の「BLAST！」が収録される珍しい構成となっている。

### Yum-Yum!
選手の日常である“食”について表現
作詞・作曲・編曲：前山田健一
歌詞・動画 - 歌ネット
Yum-Yum!（ヤムヤム!）は「美味しい！」という意味の英語表現。ピアノとクラップだけで歌い繋ぐゴスペル調の楽曲。

### Survival of the Fittest -interlude-
試合前のロッカールームの緊張感を表現
作詞：サイプレス上野 / 作曲：invisible manners / 編曲：invisible manners・伏見蛍
タイトルのSurvival of the Fittestは適者生存を意味し、「フリースタイルダンジョン」などで活躍するラッパーのサイプレス上野が作詞。百田夏菜子メインのポエトリー・リーディング（朗読する歌唱スタイル）となっている。

### BLAST!
ピッチやリングに上がる刹那的な場面を表現
作詞・作曲・編曲：invisible manners
歌詞・動画 - 歌ネット
“目標へ向かう全ての人へ捧げる、心を奮い立たせる闘魂注入ソング”というコンセプトで制作された。楽曲提供を行ったinvisible mannersは、「“様式”はHIPHOP的だけれども“ポップス”という文脈で語られる楽曲」という答えに行き着いたと述べている。2023年には、「BLAST! -ZZ ver.-（ダブルゼータ バージョン）」を、2018年以降のメンバー4人体制バージョンとして制作。配信限定アルバム『ZZ’s III』に収録された。

### 何時だって挑戦者
アスリートの前向きな心情を表現
作詞：只野菜摘 / 作曲：ツキダタダシ / 編曲：R・O・N
歌詞・動画 - 歌ネット
田中将大（ニューヨーク・ヤンキース）の2017年登場曲として制作された。2021年には、「何時だって挑戦者 -ZZ ver.-（ダブルゼータ バージョン）」を、2018年以降のメンバー4人体制バージョンとして制作。アルバム『田中将大』に収録された。

### 境界のペンデュラム
アスリートの心の葛藤を表現
作詞：藤林聖子 / 作曲・編曲：大隅知宇
歌詞・動画 - 歌ネット
ペンデュラムとは「振り子」という意味で、アスリートの心の揺れ動きを表している。ゲームソフト『ライブ・ア・ライブ』のイントロBGM「魔王オディオ」のメロディが引用されている。
ももクロ公式YouTubeチャンネルに佐々木彩夏ソロバージョンもある。

## 参加ミュージシャン
Yum-Yum!
- ピアノ：渡辺シュンスケ

Survival of the Fittest -interlude-
- ギター：伏見蛍
- 他の全ての楽器：invisible manners

BLAST!
- コーラス・アレンジメント：川田瑠夏
- ブラス・アレンジメント：竹上良成
- トランペット：鈴木正則
- アルト・サックス：竹上良成
- テナー・サックス：鍬田修一
- トロンボーン：鹿討奏
- ギター：伏見蛍
- 他の全ての楽器：invisible manners
- コーラス：Paula Johnson・Tynice Brooks・Ashton Moore・Curtis Griffin

何時だって挑戦者
- 全ての楽器：R・O・N
- コーラス：eNu（VERYGOD）

境界のペンデュラム
- エレキギター：堤博明
- ベース：櫻井陸来
- ドラム：髭白健
- コーラス：ラクロワアンサンブル＆クワイアー
- 他の全ての楽器：大隅知宇

## トラックリスト

### 初回限定盤A（CD+Blu-ray）
1. Yum-Yum! [4:18]
2. Survival of the Fittest -interlude- [0:48]
3. BLAST! [5:35]
4. 何時だって挑戦者 [4:39]
5. Yum-Yum!（off vocal ver.）
6. BLAST!（off vocal ver.）
7. 何時だって挑戦者（off vocal ver.）

Blu-ray
- BLAST!（Music Video）
- BLAST!（Music Video メイキング / オフショット映像）

### 初回限定盤B（CD+Blu-ray）
1. Yum-Yum!
2. Survival of the Fittest -interlude-
3. BLAST!
4. 境界のペンデュラム
5. Yum-Yum!（off vocal ver.）
6. BLAST!（off vocal ver.）
7. 境界のペンデュラム（off vocal ver.）

Blu-ray
- 境界のペンデュラム（Music Video）
- 境界のペンデュラム（Music Video メイキング / オフショット映像）

### 通常盤（CD）
1. Yum-Yum!
2. Survival of the Fittest -interlude-
3. BLAST!
4. 何時だって挑戦者
5. 境界のペンデュラム
6. Yum-Yum!（off vocal ver.）
7. BLAST!（off vocal ver.）
8. 何時だって挑戦者（off vocal ver.）
9. 境界のペンデュラム（off vocal ver.）